# لوثر بيغز
لوثر بيغز (بالإنجليزية: Luther Biggs)‏ هو مصارع محترف أمريكي، ولد في 17 يناير 1967 في بونتياك في الولايات المتحدة.

## وصلات خارجية
- لوثر بيغز على موقع CageMatch worker (الإنجليزية)

- لوثر بيغز على موقع IMDb (الإنجليزية)